# 福建省參議會
福建省參議會是中華民國福建省在抗日戰爭後設立的審議機構，前身為福建省臨時參議會，於1946年4月4日在福州市正式成立。其主要任務是監督地方政府、審議省內重大事務，並協助憲政實施。福建省參議會由各縣市參議會選舉產生的參議員組成，代表各地民意，在法律上具有建議、議決和監督的權力。
福建省參議會在運作期間共召開六次大會，審議了涉及地方財政、經濟建設、教育文化及民生等多方面的提案。然而，實際運作中，參議會的獨立性和民主性受到國民黨中央的限制，成為政治派系角力的重要舞台。隨著國共內戰的爆發，參議會逐漸失去實質功能，並在1949年8月福州戰役後隨共軍攻入福州而解散，結束其三年半的運作。

## 歷史

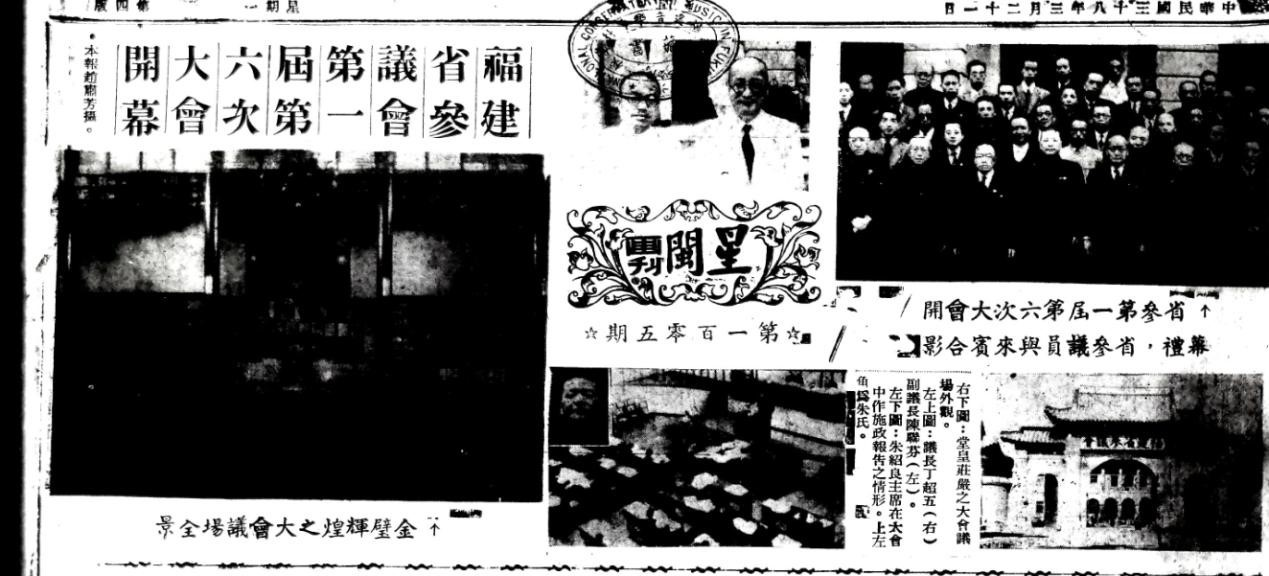
星閩日報對福建省參議會第六次大會報導

日本投降後，國民政府宣布結束訓政，並依據《省參議會組織條例》成立正式的省參議會，以取代原有的臨時參議會。福建省參議會於1946年4月4日在福州市正式成立，成為福建省地方代議制度的一次重要轉型。該會自成立至1949年8月福州戰役期間，共舉行六次大會，是中華民國時期福建地方政治的重要舞台。
福建省參議會的成立背景可以追溯至抗戰時期設立的福建省臨時參議會。抗戰結束後，隨著民主憲政的推進，國民政府在各省推動正式參議會的組建。1946年初，福建省內各縣市參議會依規完成參議員選舉，每縣市選舉1名參議員和1名候補參議員。同年4月4日，福建省參議會在福州市召開首次大會，丁超五當選為議長，陳聯芬當選副議長。會議期間，參議會審議多項提案，並確立了運作規則。
參議會的初期運作以穩定機構運行和建立基礎性規範為主。1947年5月，參議會遷至福州中山堂辦公。同年，隨著光澤縣重新劃歸福建，新增1席參議員名額，並在12月新增13名由青年黨與民社黨遴選的參議員，擴大參議會規模，從68席增至82席。
1948年，在年初的第四次大會上，首次舉行監察委員選舉。選舉過程中，CC系與其他派系激烈競爭，但最終全數落敗，監察委員由其他派系控制，成為CC系在福建省參議會內的一次重大挫敗。同年，參議會還審議多項與省內經濟發展和民生相關的提案，試圖增強對地方治理的影響力。
1949年，隨著國共內戰局勢惡化，福建省參議會的運作逐漸受到影響。在第六次大會期間，參議員呼籲和平解決內戰，但未能對局勢產生實質影響。同年8月，福州戰役爆發，隨著福州市被攻陷，福建省參議會宣告解散。

## 運作

### 職責
根據《省參議會組織條例》及《監察院監察委員選舉罷免法》，福建省參議會有以下職責：
- 議決省單行法規
- 審議省預算、審核省決議。
- 聽取省政府施政報告。
- 議決省政府交議事項。
- 向省政府提出詢問或建議。
- 接受人民請願
- 選舉監察委員

省參議會每六個月開會一次，每次會期10日至15日。

### 組織
根據《省參議會組織條例》及《省參議會議事規則》，福建省臨時參議會下設一處四委員會：
- 秘書處：由國民政府簡派秘書長1人，議長派秘書1~2人組成，下設議事、總務兩組，辦理參議會一切事務。
- 駐會委員會：為休會期間的常設機構，由參議員互選，任務以聽取省政府各種報告及省臨時參議會決議案之實施經過。
- 第一審查委員會：審查關於民政、自治、保安等事項之議案。
- 第二審查委員會：審查關於財政、經濟、建設等事項之議案。
- 第三審查委員會：審查關於教育、文化等事項之議案。

對於特殊事項，得由議長或會議決定設置特種委員會審查議案。

### 組成
根據《省參議員選舉條例》中華民國公民年滿二十三歲，在各該省內居住一年以上，經各該縣市參議會全體參議員十分之一以上之簽署提名者，得被選為省參議員，但此項簽署人數不得少於三人，且以下人員，停止其被選舉權：
- 現任公務員（不適用各級學校校長）。
- 現役軍人或警察。
- 現在學校之肄業生。

在縣市參議會選舉會投票中，獲得過半數以上選票者，當選為參議員，次高票者，為候補參議員。當二者同票時，則重新進行選舉，若第二輪選舉仍然同票，則以抽簽定之。
每縣市選出一人，1946年福建省下轄68縣市，故只有68席，1947年光澤縣重新劃入福建省並增加1席，1947年12月18日加入由中國青年黨及中國民主社會黨遴選名額13席，共82席。
對於正式參議會的議員構成，當時的媒體即有對其不合理部分提出意見，1946 年4月7日《中央日報（福建）》第六版所刊潘守正著〈省臨參會與省參議會法的比較觀〉中，提出了正式參議會參議員選舉中的三大缺點：
1. 沒有職業代表，臨時參議會中有一定比例的職業代表名額。
2. 不按人口多寡，各縣市均一人，不符合多數民主國家的選舉制度。
3. 沒有僑民代表，福建是華僑輸出大省，東南亞與世界各地均有福建華僑分布，臨時參議會設置有僑民代表。[1]:11

## 第一屆福建省參議會

### 任期
第一屆福建省參議會1946年4月成立，任期原二年，因國共內戰延期，直至1949年8月福州戰役，共3年。
| 職別   | 姓名   | 年齡 | 性別 | 選區       | 候補參議員 | 遞補                                                                 |
| ------ | ------ | ---- | ---- | ---------- | ---------- | -------------------------------------------------------------------- |
| 議長   | 丁超五 | 64   | 男   | 邵武縣     | 寧安息     |                                                                      |
| 副議長 | 陳聯芬 | 41   | 男   | 南安縣     | 陳維垣     |                                                                      |
| 參議員 | 曹挺光 | 38   | 男   | 福州市     | 王孝泉     | 調任社會處處長，原遞補王孝泉為省參議會秘書長，自願放棄，由陳鴻鏗遞補 |
| 參議員 | 黃謙若 | 36   | 男   | 廈門市     | 郭薰風     |                                                                      |
| 參議員 | 林舫   | 36   | 男   | 林森縣     | 陳韻皋     | 委派福清縣長，由陳韻皋遞補                                           |
| 參議員 | 黃趙   | 56   | 男   | 閩清縣     | 許敝功     |                                                                      |
| 參議員 | 林棟   | 53   | 男   | 永泰縣     | 鄭迅       |                                                                      |
| 參議員 | 陳調農 | 57   | 男   | 長樂縣     | 董世源     |                                                                      |
| 參議員 | 蘇景昌 | 42   | 男   | 福清縣     | 林朝璣     | 遭政敵刺殺，由林朝璣遞補                                             |
| 參議員 | 劉友濂 | 51   | 男   | 連江縣     | 連萱榮     |                                                                      |
| 參議員 | 林祖培 | 42   | 男   | 平潭縣     | 鄭叔平     |                                                                      |
| 參議員 | 鄭栗如 | 45   | 男   | 羅源縣     | 葉培源     |                                                                      |
| 參議員 | 王晉魁 | 37   | 男   | 福安縣     | 劉宗璜     |                                                                      |
| 參議員 | 張騰蛟 | 45   | 男   | 霞浦縣     | 王星       |                                                                      |
| 參議員 | 李得光 | 44   | 男   | 福鼎縣     | 繆懷珍     |                                                                      |
| 參議員 | 阮元皋 | 43   | 男   | 寧德縣     | 王克鴻     |                                                                      |
| 參議員 | 柳和良 | 44   | 男   | 壽寧縣     | 葉明焜     |                                                                      |
| 參議員 | 魏錫滋 | 64   | 男   | 周寧縣     | 阮宗湛     |                                                                      |
| 參議員 | 劉愚醒 | 59   | 男   | 柘榮縣     | 陳善臣     |                                                                      |
| 參議員 | 游元貞 | 40   | 男   | 南平縣     | 官尚清     |                                                                      |
| 參議員 | 盧興榮 | 51   | 男   | 尤溪縣     | 張連升     | 罷免成立，由張連升遞補                                               |
| 參議員 | 鄧超岑 | 38   | 女   | 沙縣       | 胡嘉會     | 由胡嘉會遞補，後辭職，補選楊應昌                                     |
| 參議員 | 高擎之 | 38   | 男   | 順昌縣     | 謝立功     | 辭職，由謝立功遞補                                                   |
| 參議員 | 邱長康 | 47   | 男   | 將樂縣     | 蕭衍籌     |                                                                      |
| 參議員 | 廖繼周 | 48   | 男   | 建寧縣     | 劉世雲     |                                                                      |
| 參議員 | 蕭甫賢 | 47   | 男   | 泰寧縣     | 江冬三     |                                                                      |
| 參議員 | 魏墀   | 42   | 男   | 古田縣     | 陳彬       |                                                                      |
| 參議員 | 薛貽丹 | 46   | 男   | 屏南縣     | 李育民     |                                                                      |
| 參議員 | 黃同昌 | 43   | 男   | 建陽縣     | 朱硯池     |                                                                      |
| 參議員 | 鄭飛泉 | 39   | 男   | 建甌縣     | 黃毓祥     |                                                                      |
| 參議員 | 真堯恭 | 55   | 男   | 浦城縣     | 章復心     |                                                                      |
| 參議員 | 萬鍾慶 | 54   | 男   | 崇安縣     | 邱同德     |                                                                      |
| 參議員 | 李含陽 | 42   | 男   | 松溪縣     | 陳一鶴     |                                                                      |
| 參議員 | 楊懷恩 | 49   | 男   | 政和縣     | 秦光前     |                                                                      |
| 參議員 | 游道淵 | 50   | 男   | 水吉縣     | 葉慕閒     |                                                                      |
| 參議員 | 林國臺 | 44   | 男   | 光澤縣     | -          |                                                                      |
| 參議員 | 鄭健魂 | 39   | 男   | 晉江縣     | 謝傑英     |                                                                      |
| 參議員 | 螘碩   | 42   | 男   | 莆田縣     | 蘇師穎     |                                                                      |
| 參議員 | 林步堂 | 46   | 男   | 仙遊縣     | 張淑英     |                                                                      |
| 參議員 | 沈乃光 | 36   | 男   | 同安縣     | 林承志     | 任金門縣長，由林承志遞補                                             |
| 參議員 | 李漢青 | 51   | 男   | 永春縣     | 林庶應     |                                                                      |
| 參議員 | 張述   | 39   | 男   | 惠安縣     | 杜輝       |                                                                      |
| 參議員 | 王瑞璧 | 43   | 男   | 安溪縣     | 李敬仲     | 辭職，由李敬仲遞補                                                   |
| 參議員 | 陳村牧 | 43   | 男   | 金門縣     | 陳天眷     | 辭職，由陳天眷遞補                                                   |
| 參議員 | 黃光羲 | 47   | 男   | 龍溪縣     | 歐陽銘     |                                                                      |
| 參議員 | 吳紹箕 | 41   | 男   | 雲霄縣     | 陳紹山     |                                                                      |
| 參議員 | 柯漢揚 | 30   | 男   | 漳浦縣     | 陳雨苗     |                                                                      |
| 參議員 | 張式玉 | 50   | 男   | 詔安縣     | 黃慕周     |                                                                      |
| 參議員 | 陳甘亭 | 46   | 男   | 海澄縣     | 蘇濟寰     |                                                                      |
| 參議員 | 葉愚青 | 49   | 男   | 長泰縣     | 楊錚       |                                                                      |
| 參議員 | 高連魁 | 50   | 男   | 東山縣     | 歐靜如     |                                                                      |
| 參議員 | 莊達衡 | 41   | 男   | 南靖縣     | 劉俊儒     | 任南靖縣長，由劉俊儒遞補                                             |
| 參議員 | 張之麟 | 43   | 男   | 平和縣     | 曾昭煌     |                                                                      |
| 參議員 | 李漢森 | 41   | 男   | 華安縣     | 李新田     |                                                                      |
| 參議員 | 鄭自明 | 45   | 男   | 永安縣     | 邱映光     |                                                                      |
| 參議員 | 蔣超   | 52   | 男   | 大田縣     | 鄭佐圖     |                                                                      |
| 參議員 | 陳偉彬 | 44   | 男   | 德化縣     | 蘇育南     | 辭職，由蘇育南遞補                                                   |
| 參議員 | 羅在林 | 36   | 男   | 三元縣     | 呂祖韜     |                                                                      |
| 參議員 | 張樹庭 | 42   | 男   | 寧化縣     | 雷煥章     |                                                                      |
| 參議員 | 黃紹華 | 43   | 男   | 清流縣     | 賴鴻基     |                                                                      |
| 參議員 | 俞水潮 | 52   | 男   | 寧洋縣     | 張春麟     |                                                                      |
| 參議員 | 黃誥   | 38   | 男   | 明溪縣     | 歐陽峰     | 辭職，由歐陽峰遞補                                                   |
| 參議員 | 李偉夫 | 42   | 男   | 龍巖縣     | -          |                                                                      |
| 參議員 | 翁贊平 | 45   | 男   | 永定縣     | 盧智錕     |                                                                      |
| 參議員 | 許永綏 | 42   | 男   | 長汀縣     | 吳迺青     |                                                                      |
| 參議員 | 溫梓祥 | 37   | 男   | 上杭縣     | 林銘岡     |                                                                      |
| 參議員 | 鍾國珍 | 40   | 男   | 武平縣     | 曾上錦     | 辭職，由曾上錦遞補                                                   |
| 參議員 | 劉子熙 | 36   | 男   | 漳平縣     | 李智壎     |                                                                      |
| 參議員 | 張福濱 | 43   | 男   | 連城縣     | 羅信和     |                                                                      |
| 參議員 | 黃世廣 | 33   | 男   | 青年黨遴選 | -          |                                                                      |
| 參議員 | 盧世恭 | 42   | 男   | 青年黨遴選 | -          |                                                                      |
| 參議員 | 董世源 | 39   | 男   | 青年黨遴選 | -          |                                                                      |
| 參議員 | 劉子建 | 44   | 男   | 青年黨遴選 | -          |                                                                      |
| 參議員 | 鄧俊   | 43   | 男   | 青年黨遴選 | -          |                                                                      |
| 參議員 | 周顯謨 | 38   | 男   | 青年黨遴選 | -          |                                                                      |
| 參議員 | 徐嘉彧 | 37   | 男   | 青年黨遴選 | -          |                                                                      |
| 參議員 | 林觀建 | 35   | 男   | 民社黨遴選 | -          |                                                                      |
| 參議員 | 林守正 | 43   | 男   | 民社黨遴選 | -          |                                                                      |
| 參議員 | 葉雲紳 | -    | 男   | 民社黨遴選 | -          | 辭職，由楊伯祥遞補                                                   |
| 參議員 | 俞元桂 | 28   | 男   | 民社黨遴選 | -          |                                                                      |
| 參議員 | 魏建祥 | 68   | 男   | 民社黨遴選 | -          |                                                                      |
| 參議員 | 李希聖 | 40   | 男   | 民社黨遴選 | -          |                                                                      |

| 次序       | 舉行時間                | 人數 | 會議次數 | 討論提案 | 開會事項 |
| ---------- | ----------------------- | ---- | -------- | -------- | --- |
| 第一次大會 | 1946年4月4日至17日      | 68   | 10       | 146      | - 選舉議長、副議長。 - 選舉魏墀、邱長康、李含陽、王瑞壁、葉愚青、翁贊平、鐘國珍、李得光、黃誥為駐會委員。 |
| 第二次大會 | 1946年10月21日至11月3日 | 60   | 12       | 120      | - 選舉魏墀、廖繼周、李含陽、王瑞壁、陳甘亨、翁贊平、鐘國珍、阮元皋、鄭自明為駐會委員。 |
| 第三次大會 | 1947年5月19日至6月4日   | 64   | 13       | 146      | - 選舉陳甘亨、李含陽、邱長康、林步堂、阮元泉、鄭自明、翁贊平、廖繼周、薛貽丹為駐會委員 |
| 第四次大會 | 1948年1月4日至18日      | 81   | 11       | 151      | - 選舉李黎洲、陳達元、高登艇、劉永濟、張藹真為監察院監察委員。 - 選舉林仲舉、許顯時、林君揚、湯永年、陳承源、吳警予、蔡友蘭、李述中、林學淵、林鳴岡為福建省銀行董事，張福濱、魏墀、李聖希為監察人。 - 選舉李得光、林國臺、阮元泉、許永緩、鄭飛泉、陳鴻鏗、薛貽丹、林觀建、劉子建為駐會委員。 |
| 第五次大會 | 1948年7月13日至26日     | 77   | 12       | 116      | - 選舉李得光、溫梓祥、陳偉彬、鄭飛泉、柯漢陽、邱長康、陳鴻鏗、林觀建、劉子建為駐會委員。 |
| 第六次大會 | 1949年3月12日至25日     | -    | -        | 110起    | - 選舉鄭自明、李得光、劉子熙、溫梓祥、黃同昌、柯漢揚、鄭飛泉、林觀建、劉子建為駐會委員。 |

## 問題

### 派系對立
在福建省參議會運行過程中，可謂派系林立，各方利益糾葛與沖突下組織了各自的組織與團體，背景可謂錯綜覆雜。
省參議員的選舉雖然標榜「民主」，但其選舉事實上則是由各方派系把持，選舉產生的參議員，要麼是國民黨內定，要麼為地方派系把持。其中以CC系和三青團系統的鬥爭最為激烈，地方勢力也取得了一定的席次。
| 分類       | 分類           | 成員或有密切聯繫者 |
| ---------- | -------------- | --- |
| CC系       | CC系           | 陳聯芬 曹挺光 黃謙若 林 舫 蘇景昌 林 棟 鄭栗如 林祖培 鄧超岑 遊元貞 廖繼周 蕭甫賢 沈乃光 張 述 陳甘亨 葉愚青 莊達衡 翁讚平 張福濱 王晉魁 張騰蛟 柳如良 劉愚醒 羅在林 余水潮 黃紹華 |
| 三青團     | 三青團         | 邱長康 王瑞璧 柯漢陽 吳紹箕 張之麟 劉子熙 許永綏 溫梓祥 鍾國珍 陳偉彬 黃 誥 |
| 地方派系   | 林學淵閩南系統 | 鄭健魂 張式玉 林步堂 李漢青 黃光羲 高連魁 李得光 李漢森 |
| 地方派系   | 李黎洲閩中系統 | 魏 墀 陳調農 黃 趙 鄭飛泉 螘 碩 阮元皋 薛怡丹 鄭自明 蔣 超 |
| 無明顯派系 | 接近CC系       | 陳村牧 李偉夫 |
| 無明顯派系 | 接近林學淵     | 張樹庭 |
| 無明顯派系 | 接近李黎洲     | 魏錫滋 張樹庭 |
| 無明顯派系 | 接近閩北派     | 劉友濂 楊懷恩 林國臺 |
| 山集團     | 山集團         | 魏 墀 李含陽 鄭自明 林步堂 李得光 阮元皋 游道淵 高擎之 |
| 註         | 註             | - 曹挺光第三次大會起由不屬於CC的陳鴻鏗遞補。 - 蘇景昌第六次大會由李黎洲派的林朝璣遞補。 - 鄧超岑第二次大會起由三青團胡嘉會遞補。 - 沈乃光第五次大會由無派系的林承志遞補。 - 鍾國珍第三次大會其由同屬三青團的曾上錦遞補。 - 黃誥第二次大會起由同屬三青團的歐陽峰遞補。 - 陳村牧第二次大會後由無所屬的陳天眷遞補。 - 第四次大會起加入遴選的6名青年黨與7名民社黨參議員，均為閩北地區人士。 - 山集團為反CC系的秘密組織，得名於成員加入時固定在山關帝廟前結拜宣誓，組織嚴密，不易加入。 |

#### 副議長選舉
首次大會核心議題為正副議長選舉。在議長選舉中，CC系雖勢力遍及全省，但由於未能掌握過半席次且與省主席劉建緒存在矛盾，無法推出可與國民黨元老丁超五抗衡的人選。經過真堯恭等人的協調，丁超五順利當選議長，作為交換條件，其閩北系支持陳聯芬競選副議長。
副議長選舉中，地方派系推出李黎洲、林學淵推薦的螘碩參選，但因其聲望與能力不足，未獲普遍支持。不少反CC系參議員雖對陳聯芬不滿，但仍未支持螘碩。真堯恭堅持履行承諾，投票支持陳聯芬。最終，陳聯芬以一票優勢擊敗螘碩，成功當選副議長。

#### 監察委員選舉
第四次大會上，監察委員選舉成為CC系與三青團及地方派系鬥爭的焦點。根據規定，需選出五名監察委員，其中一名為女性，並分配民社黨與青年黨各一席，國民黨中央更要求福建省政府確保中央委員戴愧生當選。
參選人包括CC系的戴愧生、翁讚平、張福濱，軍統系的陳達元，政學系的高登艇、李黎洲，民社黨與青年黨提名的劉永濟，以及宋美齡推薦的女性參選人張藹真。選舉過程激烈，最終當選者為高登艇、李黎洲、陳達元、劉永濟和張藹真。其中，高登艇、翁讚平與戴愧生均獲11票，高登艇以抽籤方式勝出。此次選舉中，CC系全軍覆沒。
| 姓名   | 得票數 | 當選與否 | 註       |
| ------ | ------ | -------- | -------- |
| 李黎洲 | 14     | 當選     |          |
| 劉永濟 | 14     | 當選     |          |
| 陳達元 | 12     | 當選     |          |
| 高登艇 | 11     | 當選     | 同票抽籤 |
| 翁贊平 | 11     | 未當選   |          |
| 戴愧生 | 11     | 未當選   |          |
| 張福濱 | 4      | 未當選   |          |
| 張藹真 | 2      | 當選     | 婦女保障 |

#### 省銀行董事選舉
福建省銀行董事共有15人，其中5人由福建省政府遴選，其餘10人由省參議會選舉。董事間再互選一人為董事長，一人為總經理。由於董事一職待遇優渥，各派系均積極爭奪。
第四次大會中，民社黨與青年黨參議員加入反CC派，使CC系成為少數派。雙方圍繞選舉方式展開激烈辯論，多數派主張採用不分區、不加限制的聯記名選舉法，少數派則堅持分區、有條件的單數選舉法，以爭取更多席次。1月15日，第四次大會第七次會議上，雙方爭論白熱化，議長丁超五數次試圖進行表決，均被少數派以呼喊方式干擾，場內秩序混亂。部分少數派參議員更以退席方式抗議，會議一度停頓。最終，在副議長陳聯芬調停下，多數派妥協，同意採納少數派提出的分區選舉辦法，仿照立法委員選區劃分，每區選舉2-3名董事，應選2人者圈選1人，應選3人者圈選2人。
然而，在最終選舉結果中，CC系未能如願，當選的10名董事中，CC系僅獲得3席，這對CC系而言是一場重大失利。
| 選區 | 姓名   | 得票數 |
| ---- | ------ | ------ |
| 一區 | 林仲舉 | 33     |
| 一區 | 許顯時 | 33     |
| 一區 | 林君揚 | 30     |
| 二區 | 湯永年 | 27     |
| 二區 | 陳承源 | 26     |
| 三區 | 吳警予 | 41     |
| 三區 | 蔡友蘭 | 35     |
| 三區 | 李述中 | 31     |
| 四區 | 林學淵 | 20     |
| 四區 | 陳鳴岡 | 30     |

### 民主正當性
省參議員選舉形式上具備民主特徵，根據《省參議員選舉條例》，參議員由縣參議會選舉產生，較臨時參議會時更具民主色彩。然而，實際操作中，當選者多依賴地方勢力、國民黨或三青團的支持，亦或通過金錢和地位影響選舉。例如，古田縣參議員魏墀憑藉與李黎洲的關係及送禮請客等手段擊敗CC系候選人，成功當選。
CC系在各縣市積極推舉候選人，並以國民黨黨部為基地，威脅本地參議員及縣市長支持其人選。然而，地方勢力與三青團勢力頑強對抗，最終雖然CC系獲得相對多數席次，但在競選期間與其他勢力的矛盾，導致其未能鞏固統一支持，為後續反CC聯合埋下伏筆。
福州市參議員補選中，候補參議員王孝泉放棄遞補，福州市重新進行選舉。陳鴻鋻最終通過各種手段，包括聯繫律師界和媒體界，成功當選。該次補選再次體現出選舉過程中的激烈競爭與複雜勢力博弈。

## 福建省議會釋憲
與臺灣省不同，福建省自國共內戰撤銷省參議會後，因軍事衝突一直沒有設置省議會，但戰地政務結束後依然沒有設置。
1994年立法之《省縣自治法》第64條規定：「轄區不完整之省，其議會與政府之組織，由行政院另定之」並由此制定《福建省政府組織規程》，但條文內無規定福建省設置福建省議會，與憲法增修條文第17條第1款：「省設省議會，縣設縣議會，省議會議員、縣議會議員分別由省民、縣民選舉之。」相違背。
1996年6月7日105位立法委員對司法院提出釋憲，解釋「福建省政府組織規程未規定省長及議員民選違憲？」。
對此大法官會議給出解釋：
 　　中華民國八十一年五月二十八日修正公布之中華民國憲法增修條文第十七條，授權以法律訂定省縣地方制度，同條第一款、第三款規定，省設省議會及省政府，省置省長一人，省議員與省長分別由省民選舉之，係指事實上能實施自治之省，應受上述法律規範，不受憲法相關條文之限制。省縣自治法遂經憲法授權而制定，該法第六十四條規定，轄區不完整之省，其議會與政府之組織，由行政院另定之。行政院據此所訂定之福建省政府組織規程，未規定由人民選舉省長及省議會議員，乃斟酌福建省之特殊情況所為之規定，為事實上所必需，符合母法授權之意旨，與憲法第七條人民在法律上平等之原則亦無違背。——釋字第481號解釋
故無福建省議會之設置。

## 註解
1. ↑  年齡以1948年為準。